# 3. HNL
La 3. HNL, conocida también como la Treća HNL, es la tercera liga de fútbol más importante de Croacia, la cual fue creada en 1991 tras la disolución de Yugoslavia y que es controlada por la Federación de Fútbol de Croacia.

## Formato
La liga se divide en tres grupos (Oeste, Sur y Este), los cuales compiten bajo un formato de todos contra todos a 4 vueltas, en donde los últimos lugares de cada grupo descienden a la 4. HNL, mientras que los vencedores de cada grupo ganan el ascenso a la Druga HNL, aunque este formato no ha sido el mismo desde su creación, ya que se ha jugado de varias formas anteriormente.
En sus inicios había 4 grupos (el otro era el Norte), en donde en lugar del grupo Este estaba el Centro. El Este se añadió en 1993 y entre 1992 y 1998 no hay claridad de como terminaron.

### División de los Grupos

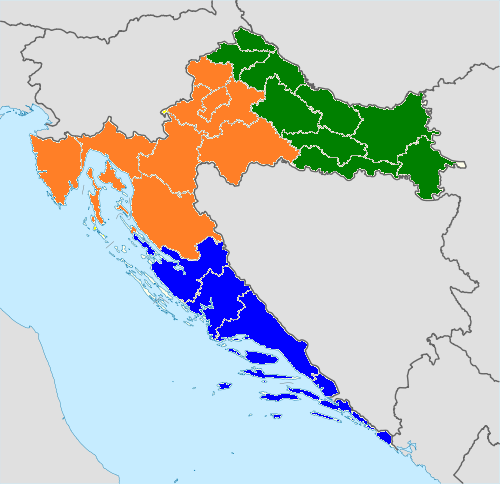
distribución de los Grupos por color;
Naranja - 3.HNL Oeste,
Azul – 3.HNL Sur,
Verde – 3.HNL Este

Los grupos están distribuidos de manera geográfica según las condados de origen de los clubes, y están ubicados así:

#### Treća HNL Oeste
- - Condado de Zagreb (Grad Zagreb)
  - Condado de Karlovac (Karlovačka županija)
  - Condado de Krapina-Zagorje (Krapinsko-zagorska županija)
  - Condado de Sisak-Moslavina (Sisačko-moslavačka županija)
  - Condado de Lika-Senj (Ličko-senjska županija)
  - Condado de Primorje-Gorski Kotar (Primorsko-goranska županija)
  - Condado de Istria (Istarska županija)

#### Treća HNL Este
- - Condado de Brod-Posavina (Brodsko-posavska županija)
  - Condado de Osijek-Baranja (Osječko-baranjska županija)
  - Condado de Požega-Eslavonia (Požeško-slavonska županija)
  - Condado de Vukovar-Sirmia (Vukovarsko-srijemska županija)
  - Condado de Bjelovar-Bilogora (Bjelovarsko-bilogorska županija)
  - Condado de Koprivnica-Križevci (Koprivničko-križevačka županija)
  - Condado de Međimurje (Međimurska županija)
  - Condado de Varaždin (Varaždinska županija)
  - Condado de Virovitica-Podravina (Virovitičko-podravska županija)

#### Treća HNL Sur
- - Condado de Zadar (Zadarska županija)
  - Condado de Šibenik-Knin (Šibensko-kninska županija)
  - Condado de Split-Dalmacia (Splitsko-dalmatinska županija)
  - Condado de Dubrovnik-Neretva (Dubrovačko-neretvanska županija)

## Ediciones anteriores
| † | Equipos que ascendieron a la unificada 2. HNL |
| N | Equipos que ascendieron a la 2. HNL Norte     |
| S | Equipos que ascendieron a la 2. HNL Sur       |

### 1998–2006
| Temporada | Centro          | Oeste              | Este               | Sur                 | Norte              |
| --------- | --------------- | ------------------ | ------------------ | ------------------- | ------------------ |
| 1998–99   | PIK Vrbovec †   | Pomorac Kostrena † | Marsonia †         | Mosor †             | NK Čazmatrans †    |
| 1999–2000 | TŠK Topolovac † | Žminj †            | Papuk †            | NHK Hrvatski Vitez1 | Koprivnica †       |
| 2000–01   | Trnje S         | Uljanik Pula S     | Metalac Osijek N   | GOŠK Dubrovnik S    | Podravac N         |
| 2001–02   | Napredak VM     | Opatija            | Dilj N             | Primorac Stobreč    | Mladost Prelog     |
| 2002–03   | Segesta S       | Žminj              | Slavonija Požega N | Mosor               | Virovitica N       |
| 2003–04   | Naftaš S        | Draga              | Višnjevac          | Mosor S             | Bjelovar N         |
| 2004–05   | Karlovac S      | Istra Pula         | Graničar N         | Konavljanin         | NK Mladost Molve N |
| 2005–06   | Moslavina †     | Jadran Poreč       | Croatia Đakovo     | GOŠK Dubrovnik      | Suhopolje          |

### 2006–2011
| Temporada | Oeste            | Este                 | Sur         | Otros Ascendidos                  |
| --------- | ---------------- | -------------------- | ----------- | --------------------------------- |
| 2006–07   | Vinogradar †     | Slavonac CO †        | Trogir †    | Segesta                           |
| 2007–08   | Karlovac †       | Suhopolje †          | Hrvace2     | Lokomotiva, Međimurje, Junak Sinj |
| 2008–09   | Rudeš †          | NK Grafičar Vodovod3 | RNK Split † | Lučko, Vukovar '91                |
| 2009–10   | Gorica †         | Lipik4               | Dugopolje † | HAŠK, MV Croatia                  |
| 2010–11   | Radnik Sesvete † | Podravina5           | Raštane6    |                                   |

### 2011-2012
| Temporada | Oeste    | Este             | Norte             | Sur      | Otros Ascendidos |
| --------- | -------- | ---------------- | ----------------- | -------- | ---------------- |
| 2011–12   | Zelina † | BSK Bijelo Brdo7 | Mladost Ždralovi8 | Raštane9 | Primorac 1929    |

### 2012-2014
| Temporada | Centro     | Oeste       | Este              | Sur       | Norte              | Otros Promovidos |
| --------- | ---------- | ----------- | ----------------- | --------- | ------------------ | ---------------- |
| 2012–13   | Segesta †  | Grobničan10 | Slavonija11       | Val13     | Mladost Ždralovi12 |                  |
| 2013–14   | Maksimir14 | Opatija14   | BSK Bijelo Brdo14 | Imotski † | Međimurje14        | Bistra †         |

1- El Hrvatski Vitez de Posedarje ganó el grupo Sur en la temporada 1999–2000, pero por razones desconocidas fue relegado a la cuarta división para la siguiente temporada, por lo que el subcampeón del grupo (Imotska Krajina) fue el equipo ascendido a la 2. HNL.

2- Aunque el NK Hrvace fue quien ganó el grupo Sur en la temporada 2007–2008, no aceptaron el ascenso, por lo que el Junak de Sinj fue el promovido a la 2. HNL por ser el subcampeón de grupo.

3- Aunque el NK Grafičar Vodovod ganó el grupo Este en la temporada 2008–2009, rechazaron el ascenso. El NK Vukovar '91, aunque quedó en 5º lugar, fue quien ascendió por cumplir con los requerimientos exigidos por la 2. HNL.

4- El NK Lipik fue el ganador de grupo Este en la temporada 2009–2010, pero no fueron elegibles para ascender, por lo que el segundo lugar de grupo, el MV Croatia de Slavonski ascendió a la 2. HNL.

5- El NK Podravina Ludbreg ganó el grupo Este en la temporada 2010–2011 y ascendió, pero luego rechazaron el ascenso por razones financieras. No ascendió nadie del grupo Este en esa temporada.

6- El NK Raštane ganó el grupo Sur en la temporada 2010–2011, pero no fueron ascendidos a la 2. HNL por problemas de infraestructura. No ascendió nadie del grupo Sur en esa temporada.

7- El NK BSK Bijelo Brdo ganó el grupo Este en la temporada 2011–2012, pero no ascendió. No ascendió nadie del grupo Este en esa temporada.

8- El NK Mladost Ždralovi ganó el grupo Norte en la temporada 2011–2012, pero no ascendió. No ascendió nadie del grupo Norte en esa temporada.

9- El NK Raštane ganó el grupo Sur en la temporada 2011–2012, pero no ascendió, por lo que el segundo del grupo, el NK Primorac 1929 de Stobreč ascendió a la 2. HNL.

10- El Grobničan ganó el grupo Oeste en la temporada 2012–2013, pero no se le aplicó la promoción. No ascendió nadie del grupo Oeste en esa temporada.

11- El Slavonija ganó el grupo Este en la temporada 2012–2013, pero no ascendió a la 2. HNL por problemas de infraestructura. No ascendió nadie del grupo Este en esa temporada.

12- El NK Mladost Ždralovi ganó el grupo Norte en la temporada 2012–2013, pero no fue elegible para el ascenso. No ascendió nadie del grupo Norte en esa temporada.

13- El HNK Val perdió ante el Segesta en play-off.
14- El Maksimir, el Opatija y el BSK Bijelo Brdo ganaron sus divisiones en la temporada 2013–2014, pero no ascendieron. El Međimurje, campeón de la 3. HNL Norte, si fue elegible para ascender, pero no pudo por condiciones financieras y de infraestructura.

## Temporada 2014–15
Es la primera temporada que se jugará con el formato actual.
| División Oeste |                   |
| Club           | Ciudad / Pueblo   |
| Dinamo "B"     | Zagreb            |
| Dubrava        | Zagreb            |
| Dugo Selo      | Dugo Selo         |
| HAŠK           | Zagreb            |
| Istra 1961 "B" | Pula              |
| Maksimir       | Zagreb            |
| Novigrad       | Novigrad          |
| Rijeka "B"     | Rijeka            |
| Samobor        | Samobor           |
| Špansko        | Zagreb            |
| Trnje          | Zagreb            |
| Trnje          | Zagreb            |
| Vrapče         | Zagreb            |
| Vrbovec        | Vrbovec           |
| Zagorec        | Krapina           |
| Zelina         | Sveti Ivan Zelina |

| División Este      |                 |
| Club               | Ciudad / Pueblo |
| Bedem              | Ivankovo        |
| Belišće            | Belišće         |
| BSK                | Bijelo Brdo     |
| Đakovo Croatia     | Đakovo          |
| Graničar           | Županja         |
| Lipik              | Lipik           |
| Livada Željezničar | Slavonski Brod  |
| Marsonia 1909      | Slavonski Brod  |
| Mladost            | Antin           |
| NAŠK               | Našice          |
| Oriolik            | Oriovac         |
| Otok               | Otok            |
| Slavija            | Pleternica      |
| Slavonija          | Požega          |
| Višnjevac          | Osijek          |
| Vukovar 1991.      | Vukovar         |

| División Sur  |                 |
| Club          | Ciudad / Pueblo |
| BŠK Zmaj      | Blato           |
| Croatia       | Zmijavci        |
| GOŠK          | Dubrovnik       |
| Hrvace        | Hrvace          |
| Imotski       | Imotski         |
| Jadran        | Kaštel Sućurac  |
| Junak         | Sinj            |
| Kamen         | Ivanbegovina    |
| Konavljanin   | Čilipi          |
| Mosor         | Žrnovnica       |
| Neretva       | Metković        |
| Neretvanac    | Opuzen          |
| Omiš          | Omiš            |
| Primorac 1929 | Stobreč         |
| Šibenik       | Šibenik         |
| Val           | Kaštel Stari    |
| Zagora        | Unešić          |
| Zmaj          | Makarska        |